# الروم الأرثوذكس في سوريا

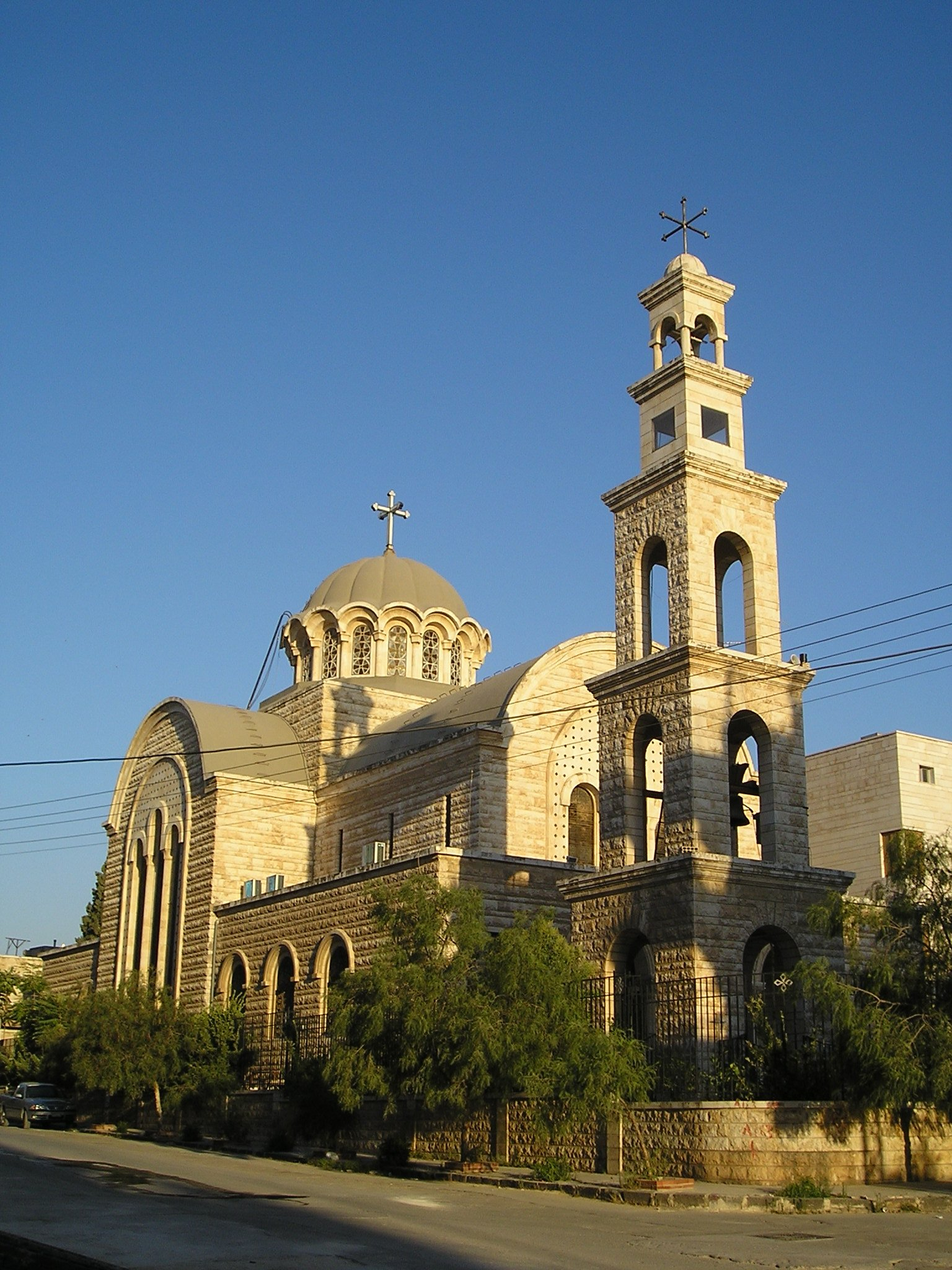
كاتدرائية القديس جاورجيوس بحماة.

الروم الأرثوذكس في سوريا هم المسيحيون السوريون التابعون لبطريركية أنطاكية وسائر المشرق للروم الأرثوذكس التابعة للكنيسة الأرثوذكسية، وتعد من أكبر وأقدم الطوائف المسيحية في البلاد.

## تعريف مزدوج: "الملكيون" و"الروم المشرقيون"
لا يزال أتباع الكنيسة الأرثوذكسية في سوريا ومحافظة حطاي التركية، التي كانت سابقاً جزءاً من شمال سوريا (لواء إسكندرون) يعرفون أنفسهم بمصطلح الروم، الذي يشير إلى تراث الإمبراطورية البيزنطية، وهم بالفعل يؤدون طقوساً بيزنطية باللغة اليونانية في ممارساتهم الدينية.
يصف أفراد هذه الطوائف أنفسهم أيضاً بمصطلح الملكيين، الذي يعني "أتباع الملك"، في إشارة إلى اتباعهم مذهب الأباطرة البيزنطيين عقب الخلافات الكنسية في القرن الخامس الميلادي، لكن في العصر الحاضر يستعمل المصطلح بصورة أكثر شيوعاً لوصف أتباع كنيسة الروم الملكيين الكاثوليك.

## الوجود في الدول المجاورة
تتواجد هذه الكنائس أيضاً في أماكن أخرى من الشرق الأوسط، وخصوصاً في جنوب تركيا ولبنان وشمال فلسطين، وعرف بعض المثقفين الروم الأرثوذكس في السابق بميولهم العلمانية والقومية العربية والقومية السورية خلال فترة الاستعمار وما بعد الاستعمار. للروم الأرثوذكس اتصال وثيق ومستمر أيضاً بالدول الأوروبية الأرثوذكسية مثل اليونان وقبرص وروسيا وأوكرانيا وبلغاريا وصربيا ورومانيا.

## أشخاص أرثوذكس سوريون بارزون
- ميشيل عفلق، فيلسوف، مؤسس حزب البعث العربي الاشتراكي.
- داود راجحة، وزير الدفاع السوري من 2011 حتى 2012.[6]
- قسطاكي الحمصي، كاتب وشاعر من رواد مدرسة النهضة.
- عبد المسيح حداد، صحفي وكاتب وشاعر من رواد مدرسة المهجر.
- قسطنطين زريق، أستاذ التاريخ بالجامعة الأميركية في بيروت وداعم للقومية العربية.
- حليم بركات، عالم اجتماع وروائي.
- جورج وسوف، مطرب ومغنٍ شهير في العالم العربي.
- ناصيف زيتون، مغنٍ، حاصل على لقب نجم ستار أكاديمي 7.
- نسيب عريضة، كاتب وشاعر من رواد مدرسة المهجر وأحد مؤسسي الرابطة القلمية في نيويورك.
- إغناطيوس الرابع هزيم، بطريرك أنطاكية وسائر المشرق للروم الأرثوذكس من 1979 حتى 2012.
- يوحنا العاشر يازجي، ، بطريرك أنطاكية وسائر المشرق للروم الأرثوذكس منذ 2013.
- جول جمال، ضابط بحري، قتل في معركة البرلس.
- جوزيف سويد، عضو الحزب السوري القومي الاجتماعي، شغل عدة مناصب وزارية.
- ماري عجمي، كاتبة وشاعرة.